# رامي أبو شهاب
رامي أبو شهاب (مواليد 25 يوليو 1974 - ).  كاتب وناقد أكاديمي متخصص في النقد الأدبي والدراسات الثقافية وخطاب ما بعد الاستعمارية (الكولونيالية) .

## حياته
حاصل على درجة الدكتوارة من معهد البحوث والدراسات العربية بالقاهرة 2012 بتقدير امتياز من الدرجة الاولى، والماجستير من الجامعة الهاشمية بالأردن بتقدير امتياز مع مرتبة الشرف، وبكالوريوس اللغة العربية وآدابها- جامعة مؤتة بالأردن.
كان لكتابه (الرسيس والمخاتلة في النقد العربي المعاصر) دور كبير في تنشيط حقل الدراسات ما بعد الكولونيالية في النقد العربي، حيث يعدّ الكتاب من أوائل الكتب التي بحثت أو قدمت النظرية بصورة منهجبة في النقد العربي، حيث نشر الكتاب سنة 2013 ، ومن ثم توالت الدراسات في حقل الدراسات ما بعد الكولونيالية. كما كان لكتابه في (الممر الأخير سردية الشتات لفلسطيني) دور في تأصيل وإطلاق دراسات الشتات في الأدب العربي، فضلاً عن تقديمه لأدب الصدمة في الأدب العربي من خلال كتابه الذي جاء بعنوان  (كتاب الضحية : آداب الصدمة - التروما).
تتنوع أبحاث الناقد ودراساته لتشمل عدة حقول معرفية، ومناهج نقدية، فضلاً عن إسهاماته المركزية في مجال الخطاب ما بعد الكولونيالي، ودراسات الشتات، والنقد الثقافي، بالإضافة إلى مراجعات في السينما العالمية، والحكاية الشعبية والتراث، علاوة على مراجعات فكرية ونقدية للعديد من الكتب والدراسات، وهو عضو لجنة تحكيم جائزة الملتقى للقصة القصيرة العربية في الكويت 2019. يكتب مقالاً أسبوعياً في صحيفة القدس العربي بلندن من عام 2014 ، كما شارك في مؤتمرات وندوات في كل من الولايات المتحدة، وجامعة كمبريدج بإنجلترا، والجزائر، ومصر، والكويت، والأردن ، وقطر،  وتونس، وغيرها.

## الجوائز
- جائزة الشيخ زايد للكتاب لعام 2014 عن كتابه " الرَّسِيْس والمُخاتلة "خطاب ما بعد الكولونيالية في النّقد العربي المعاصر-النظرية والتطبيق حيث جاء في مسوغات اللجنة العلمية للفوز:  الكتاب خطوة جديدة في مجال رصد أثر دراسات ما بعد الكولونيالية في خارطة النقد العربي المعاصر.[9][10][11]
- جائزة جامعة فيلادلفيا للإبداع والابتكار عن فئة أفضل كتاب مؤلف لعام 2025، عن كتابه بعنوان "كتاب الضحية : آداب الصدمة -التروما"[12].
- منحة مسابقة الأبحاث - وزارة الثقافة والفنون- قطر 2015.

## مؤلفاته وكتبه
الكتب النقدية والأكاديمية: 
| العنوان | ردمك          |
| --- | ------------- |
| كتاب الضحية: آداب الصدمة (التروما)                                                                                  | 9786144864852 |
| خطاب الوعي المؤسلب في الرواية العربية مقاربات: النقد الثقافي؛ما بعد الكولونيالية، النقد النسوي، التاريخانية الجديدة | 9786144861837 |
| الأنوات المشوهة مقاربات في التنوير والمعرفة واللغة                                                                  | 9786144860069 |
| في الممر الأخير سردية الشتات الفلسطيني؛ منظور ما بعد كولونيالي                                                      | 9786144197882 |
| الرسيس والمخاتلة خطاب ما بعد الكولونيالية في النقد العربي المعاصر؛ النظرية والتطبيق (ط2)                            | 9786144191583 |
| بناء الشّخصية الرّمزية في الرواية العربية في الأردن-1967-2003                                                         |               |
| بنية الحكاية الشعبية: النموذج والاستقبال                                                                            |               |
| الأنساق الثقافية في القصة القطرية المعاصرة                                                                          |               |
| عدت يا سادتي بعد موت قصير (شعر)                                                                                     | 9786144199435 |
| أما أنا فلست من طين (شعر )                                                                                          |               |

معلومات الكتب المنشورة
1. رواية «الخائفون» لديمة ونوس أدب الصدمة بين التمثل الخطابي وسردية النسق، مجلة دراسات،  الجامعة الأردنية، يونيو 2024[14].
2. خطاب الوعي المؤسلب في الرواية العربية مقاربات: النقد الثقافي-؛ ما بعد الكولونيالية-  النقد النسوي-  التاريخانية الجديدة، المؤسسة العربية للدراسات والنشر، بيروت، 2021.[15]
3. الأنوات المشوهة مقاربات في التنوير والمعرفة واللغة، المؤسسة العربية للدراسات والنشر، بيروت، 2019.[16]
4. في الممر الأخير سردية الشتات الفلسطيني؛ منظور ما بعد كولونيالي، المؤسسة العربية للدراسات والنشر، 2017.[17]
5. الرسيس والمخاتلة خطاب ما بعد الكولونيالية في النقد العربي المعاصر؛ النظرية والتطبيق- المؤسسة العربية للدراسات والنشر - بيروت، (ط1)2013 - ط(2)2014.
6. بناء الشّخصية الرّمزية في الرواية العربية في الأردن-1967-2003. عمان، الدائرة الثقافية، 2008.[5]
7. بنية الحكاية الشعبية: النموذج والاستقبال، كتاب ملحق بمجلة المأثورات الشعبية القطرية- قسم التراث-وزارة الثقافة- الدوحة 2015.[18]
8. الأنساق الثقافية في القصة القطرية المعاصرة، مركز البحوث والدراسات، الدوحة، 2016.[19]
9. كتاب الضحية آداب الصدمة التروما، مؤسسة العربية للدراسات والنشر، 2024[20]

الأعمال الشعرية:
1. عدت يا سادتي بعد موت قصير، مجموعة شعرية، عمان، فضاءات للنشر والتوزيع، 2007.
2. أما أنا فلستـــ من طين، المؤسسة العربية للدراسات والنشر، بيروت، 2019.[21]

## كتب بالاشتراك
1. الخطاب والخطاب الآخر، ضمن كتاب حارس الحكايات: دراسات مهدة لفيصل دراج، الأهلية للنشر، عمان 2021.[22]
2. جدلية الاقتلاع والصدمة ضمن كتاب فلسطين في مرايا الفكر والإبداع - التقرير العربي الحادي عشر للتنمية الثقافية، مؤسسة الفكر العربي، بيروت، 2020.[23]
3. " نحو خطاب فلسطيني للشتات: الكتابة في أزمنة الارتحال" في كتاب قضية فلسطين، ومستقبل المشروع الوطني الفلسطيني؛ في الهوية والمقاومة والقانون الدولي" ويضم الكتاب دراسات لكل من إعجاز أحمد، وعزمي بشارة، وريتشارد فولك وغيرهم . الكتاب صادر عن المركز العربي للأبحاث ودراسة السياسات، الدوحة 2015.[24]
4. في حمى النص بحوث ودراسات مهداة إلى الأستاذ الدكتور مصطفى عليان، تحرير عيسى عودة ورائدة أخو أزهية، دار المأمون، عمان، 2018.[25]
5. [26] Abu Shehab, Rami (2012). "Chapter 3: Qatari Folktales from a Morphological Perspective" .Studies in Qatari Folklore. Vol. 2.

## البحوث الأكاديمية المنشورة
1. السيبرانية النسوية العربية : المفهوم - الأسئلة - التحديات، مجلة تجسير ، مركز ابن خلدون جامعة قطر (قطر) ، مج5 ، ع1، 2023.[27]
2. ما بعد الكولونيالية  :رواية فرانكشتاين في بغداد لأحمد سعداوي - الامتدادات النصية، وصيغة الأثر، مجلة الجامعة العربية الأمريكية للبحوث، مج 8، ع 2، جنين فلسطين،  2022.[28]
3. «خطاب الصدمة: الصيغة والتحول أثر الفراشة للشاعر محمود درويش نموذجاً،» مجلة أبحاث جامعة اليرموك (الأردن)، مج29، ع3، 2020.[29]
4. الرواية التاريخية، نوايا الكتابة ومقاصد التخيل في رواية القرصان، مجلة الآداب والعلوم، جامعة السلطان قابوس (عُمان)، مج 12، ع2، ديسمبر 2021.[30]
5. النقد الثقافي: المفهوم والتمثل، مجلة الآداب والعلوم الإنسانية، جامعة الحاج لخضر (الجزائر) ، مج14، ع1، 2012.[31]
6. «النكبة في رواية زمن الخيول البيضاء لإبراهيم نصر الله- الوعي والمتخيل التاريخي»، المجلة العربية للعلوم الإنسانية، جامعة الكويت (الكويت)، العدد ١٥١، صيف ٢٠٢٠.[32]
7. ما بعد الكولونيالية المقاربة النقدية والمنظور المنهجي، مجلة أبوليوس للغات والآداب، مح6، ع2، يونيو 2019، جامعة محمد الشريف مساعدية، (الجزائر).[33]
8. «القدس... خطاب التثبيت والإزاحة: من خطاب الرحالة الغربيين إلى الخطاب الرقمي»، مجلة رؤى فكرية، ع9 ، إبريل 2019 ، جامعة سوق أهراس، (الجزائر) .
9. الهوية المؤسلبة في بوابة الذكريات لآسيا جبار، مجلة اللغة والأدب، ع29 ديسمبر 2019، جامعة الجزائر (2)، (ص 118-145).
10. كتاب بلاغة الجمهور مفاهيم وتطبيقات الإشكاليات المعرفية والمنهجية... وحدود التأصيل، مجلة العمدة في اللسانيات وتحليل الخطاب-  ع 6، يناير 2019 ، جامعة محمد بوضياف المسيلة – الجزائر. (152-169) .
11. الخطاب القيمي في القصة القطرية المعاصرة، مجلة أنساق، جامعة قطر، أكتوبر 2017، ع2.
12. نحو خطاب فلسطيني للشتات، الكتابة في أزمنة الارتحال، (المركز العربي للأبحاث ودراسة السياسات، نشر في كتاب «قضية فلسطين ومستقبل المشروع الوطني»، الدوحة 2016 .
13. " اللغة والتاريخ أيهما يخون الآخر؟ تحليل ونقد كتاب "إمبراطوريات الكلمة" لنيقولاس أوستلر، مجلة تبيّن للدراسات الثقافية والفكر والفلسفة، المركز العربي للأبحاث ودراسة السّياسات، ع7، آذار 2014.
14. . Feminist Discourse Strategies of Estrangement and Transcendence in the Modern Qatari Story,Journal of Apuleius Volume 08- Issue 01  -January [34] 2021